# Aponogeton masoalaensis
Aponogeton masoalaensis là một loài thực vật có hoa trong họ Aponogetonaceae. Loài này được Bogner mô tả khoa học đầu tiên năm 2002.